# Costabile Carducci
Pour les articles homonymes, voir Carducci.
Costabile Carducci (né à Capaccio-Paestum le 15 juin 1804, mort à Acquafredda di Maratea le 4 juillet 1848) est un révolutionnaire du royaume des Deux-Siciles.

## Biographie
Costabile Carducci nait à Capaccio, dans l'actuelle via del rosario qui s'appela aussi via Sant'Agostino, de Antonio et Giuseppina Verduzio. Le territoire communal est dominé par de puissantes familles régnantes, les Bellelli et De Marco, qui, selon la définition de Leopoldo Cassese, «de parenté étroite et par lien d'intérêt, ils dominaient la vie communale et n'acceptaient que d'autres puissent prétendre à rivaliser avec eux ". Très jeune il prend position contre les Bourbons.
Il entreprend des études universitaires de droit à Naples sans obtenir de diplôme. Il trouve par la suite du travail au bureau des registres et comme gérant d'une auberge à Salerne.
En 1848, il embrasse les idées des carbonari et il participe aux émeutes dans le Cilento. Après l’approbation de la constitution du royaume des Deux-Siciles, Carducci occupe le poste de colonel commandant de la garde nationale de Salerne, puis quand la monarchie des Bourbon, en raison des émeutes du 15 mai, dissout le parlement, il est contraint de fuir à Rome, puis en Sicile.
Le 14 juin de la même année, avec Ferdinando Petruccelli della Gattina et d'autres révolutionnaires, il organise des émeutes en Calabre mais l'armée des Bourbon réprime toutes les manifestations. Carducci essaie de rejoindre le Cilento. Pendant le voyage, il est contraint par une tempête de s'arrêter à Maratea et le 4 juillet, il débarque sur la plage del Porticello, vers Acquafredda, une frazione de Maratea. Là, il est rejoint par un prêtre, Peluso Vincenzo de Sapri, homme de confiance des Bourbon, qui, feignant d'être son allié, tue de nombreux compagnons et le fait prisonnier. Plus tard dans la journée, après avoir été exposé à la risée publique, Carducci est emmené dans la forêt de pins d'Acquafredda où il est tué d'une balle dans le visage.
Peluso retourna à Sapri portant comme trophée l'épée et le chapeau de Carducci afin d'être accueilli comme le vainqueur par les Bourbons. Le corps du patriote, quant à lui, est jeté par ses exécuteurs depuis le sommet de la falaise, et il est trouvé quelques jours plus tard par un berger. Un prêtre compatissant, Daniele Faraco, l'enterre dans la petite église de l'Immaculée Conception à Acquafredda, où une pierre tombale rappelle encore aujourd'hui sa sépulture.

### Sources
- (it) Cet article est partiellement ou en totalité issu de l’article de Wikipédia en italien intitulé « Costabile Carducci » (voir la liste des auteurs).